# Duncan Campbell (homme politique)
Pour les articles homonymes, voir Duncan Campbell et Campbell.
Duncan Frederick Campbell, né le 28 avril 1876 à Toronto et mort le 4 septembre 1916 à Southwold dans le comté anglais du Suffolk,, est un homme politique et soldat britannique.

## Biographie
Fils d'un avocat canadien, il étudie à Trinity College à Toronto avant d'émigrer au Royaume-Uni en 1898 pour faire carrière dans l'Armée britannique. Membre du 2d bataillon du régiment des Lancashire Fusiliers, il prend part à la seconde guerre des Boers, où il est blessé au pied. Il est décoré en 1901 de l'ordre du Service distingué pour sa valeur sur le champ de bataille. Après cette guerre, il est déployé successivement avec les forces impériales britanniques dans les colonies ou territoires que sont alors Malte, l'Égypte, Gibraltar et les Antilles britanniques.
En 1906 il se présente comme candidat du Parti conservateur dans la circonscription écossaise du Mid-Lanarkshire aux élections législatives britanniques de 1906. Ces élections sont un triomphe pour le Parti libéral, et Duncan Campbell est largement battu par le député libéral sortant. En 1908 il intègre le régiment de la Garde noire, régiment écossais de l'Armée britannique. Aux élections de janvier 1910, il se présente dans la circonscription de Paisley, solidement acquise aux libéraux depuis les années 1850. Sans surprise, il est largement battu à nouveau. Aux élections en décembre de cette même année, c'est à Ayrshire-nord, toujours en Écosse, qu'il se présente sans succès, sous les couleurs du Parti unioniste, mouvement associé aux conservateurs. Mais cette fois il n'est battu que de peu, obtenant 48,8 % des voix face au député libéral sortant. Il remporte enfin ce siège, de peu, à l'occasion d'une élection partielle en décembre 1911, le député en poste ayant démissionné.
Ayant quitté l'armée, il la réintègre au début de la Première Guerre mondiale, et est rattaché au régiment des Gordon Highlanders en août 1914. Il est blessé au combat à la première bataille d'Ypres en novembre : Atteint à l'épaule, il continue à avancer avec les hommes sous son commandement et mène la capture d'une tranchée ennemie. Peu après, il est grièvement blessé au bras gauche par un obus et, après son hospitalisation à Paris, est rapatrié en Écosse, son bras gauche étant inutilisable. Il en profite pour descendre à Londres participer aux débats à la Chambre des communes, où il siège en uniforme. Bien qu'étant un orateur « éloquent et vigoureux », il prend peu souvent la parole, mais défend ardemment la poursuite de la guerre.
Son bras étant partiellement guéri, il retourne au front au début de l'année 1916. Promu lieutenant-colonel, il commande un bataillon du régiment du duc de Wellington. En août 1916, il est grièvement blessé par l'explosion d'une mine sur le front de l'Ouest en France. Rapatrié une nouvelle fois au Royaume-Uni, il contracte une pneumonie et meurt le 4 septembre. Il est inhumé à Kilmarnock, dans l'Ayrshire,. Il est l'un des quarante-trois parlementaires britanniques morts durant la Guerre et commémorés par un mémorial à Westminster Hall, dans l'enceinte du palais de Westminster où siège le Parlement.